# Daniel Lieberman
Daniel E. Lieberman (nascido em 3 de junho de 1964) é um paleoantropólogo da Universidade de Harvard, onde é Professor Edwin M Lerner II de Ciências Biológicas e professor do Departamento de Biologia Evolutiva Humana. Ele é mais conhecido por suas pesquisas sobre a evolução da cabeça humana e a evolução do corpo humano.

## Biografia
Lieberman foi educado na Universidade de Harvard, onde obteve seu bacharelado, mestrado e doutorado. Ele também recebeu um mestrado da Universidade de Cambridge. Ele foi um Junior Fellow na Harvard Society of Fellows e lecionou na Rutgers University e na George Washington University antes de se tornar professor da Harvard University em 2001. Ele faz parte do conselho curatorial do Museu de Arqueologia e Etnologia Peabody, é membro do Departamento de Biologia Organísmica e Evolutiva de Harvard e do Comitê Executivo Científico da Fundação LSB Leakey. Ele é o diretor do Laboratório de Biologia Esqueletal da Universidade de Harvard.

## Pesquisa
Lieberman estuda como e por que o corpo humano é do jeito que é, com foco principal na evolução da atividade física Sua pesquisa combina paleontologia, anatomia, fisiologia e biomecânica experimental no laboratório e no campo. Em sua carreira, ele inicialmente se concentrou em grande parte no porquê e como os humanos têm cabeças tão incomuns. Desde 2004, a maior parte de sua pesquisa se concentrou na evolução da locomoção humana, incluindo se os primeiros hominídeos eram bípedes, por que o bipedalismo evoluiu, os desafios biomecânicos da gravidez em mulheres, como a locomoção afeta a função esquelética e, mais especialmente, a evolução da corrida. Seu artigo de 2004 com Dennis Bramble, “Endurance Running and the Evolution of the Genus Homo”, propôs que os humanos evoluíram para correr longas distâncias para caçar. Sua pesquisa sobre corrida em geral, especialmente corrida descalça foi popularizada no livro best-seller de Chris McDougall Born to Run. Lieberman é um ávido corredor de maratona, muitas vezes descalço, o que lhe valeu o apelido de O Professor Descalço.

### Livros
- Lieberman, Daniel (2011). The Evolution of the Human Head. Harvard University Press. ISBN 978-0-674-04636
- Liberman, Daniel (2015) A história do corpo humano: Evolução, saúde e doença. Zahar